# Richie Malone
Richie Malone, född 18 mars 1986 i Dublin, är en irländsk musiker, mest känd som rytmgitarrist i det brittiska rockbandet Status Quo. Malone spelade sina första konserter med bandet i juli 2016, då deras ursprungliga gitarrist Rick Parfitt blivit tvungen att sluta turnera på grund av en hjärtattack. Han blev sedermera permanent bandmedlem senare under året.

## Karriär
Malone var frontman i RAID, ett rockband från Dublin. Han var  Status Quo-fan genom sin pappa  och såg dem live första gången 1999. Han var särskilt inspirerad av rytmgitarristen Rick Parfitt, härmade hans spelstil sedan unga år och reste till England för att få en replika av Parfitts vita 1965 Fender Telecaster tillverkad.
Jag beundrade allting med Rick – hans scennärvaro, hans gitarrspel, tillochmed hans hår. Jag brukade ha långt, lockigt blont hår själv, men nu är det kortklippt, vilket passar bättre då jag inte vill försöka imitera honom.–Richie Malone, AntiHero Magazine, 3 december 2016
Malone träffade bandet backstage efter konsert flera gånger och blev en nära vän till dem. I juni 2016, under turnén "The Last Night of the Electrics", drabbades Parfitt av en allvarlig hjärtattack och kunde inte slutföra turnén. Malone fick  komma in i Parfitts ställe vid spelningar i Belgien och Edinburgh i juli, innan Freddie Edwards, son till Status Quos basist John 'Rhino' Edwards, tog över. Malone kom att ersätta Parfitt även vid senare konserter under 2016. Parfitt avled den 24 december, Malone blev bandets nya rytmgitarrist och kommer att turnera med dem under resten av deras turné "The Last Night of the Electrics".

## Utrustning
Malone använder tre olika Fender Telecasters när han turnerar med Status Quo. Den första är specialbyggd av Malone själv, med  .13-56-strängar, kallad "AC Cobra". Den andra är en replika av företrädaren Rick Parfitts vita Telecaster, även denna med .13-56-strängar, en födelsedagspresent från hans pappa Karl, som han  ska ha använt på alla spelningar sedan han fyllde 21. Den tredje är en Fender American Special med 11-.49-strängar och används under låten Hold You Back".

## Privatliv
Malone och frun Jessica har tre döttrar. När han inte turnerar arbetar han som projektingenjör för ett företag inom systemintegration och enligt bandets officiella hemsida ägnar han sig åt löpning, simning och sightseeing. Han håller på fotbollslaget Chelsea F.C..